# ヨハネス・ツォルン

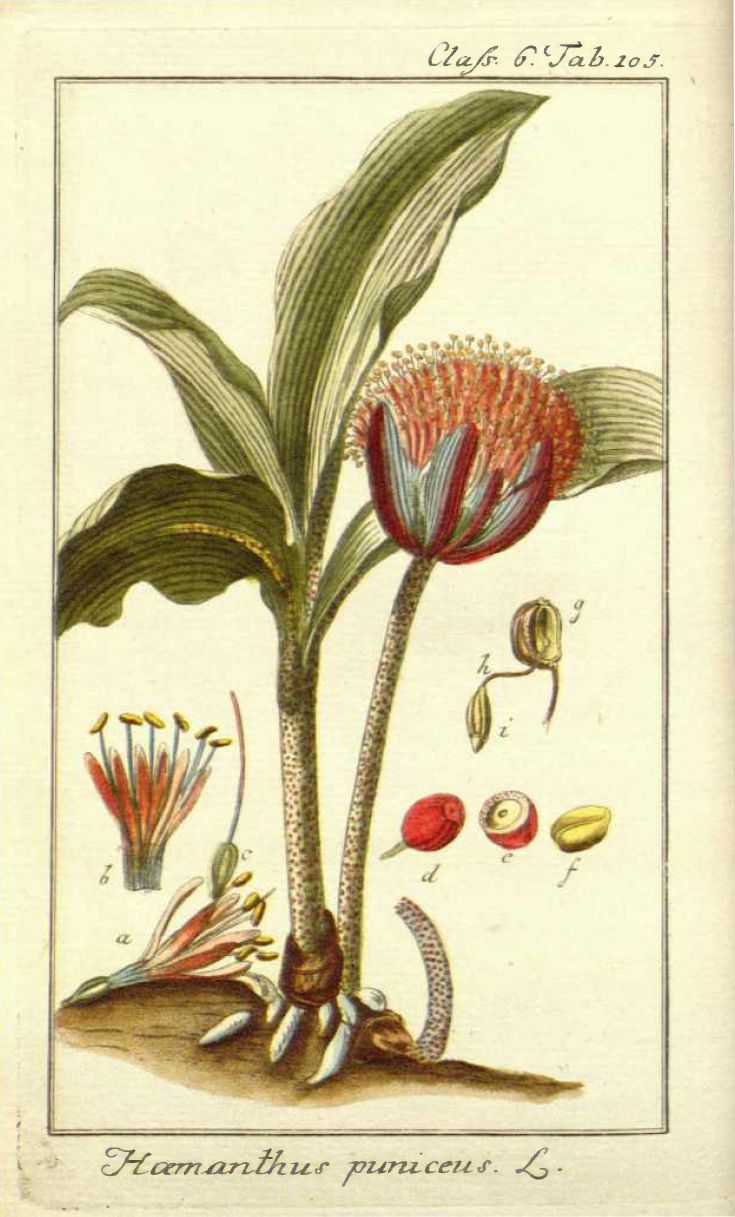
スカドクサス・プニセウスの図
"Dreyhundert auserlesene amerikanische Gewaschse"

ヨハネス・ツォルン（Johannes Zorn、1739年 - 1799年）は、ドイツの薬学者、植物学者、植物画家である。

## 生涯
ケンプテンに生まれた。薬学を学び、ケンプテンで薬局を開いた。薬草の収集のために、ヨーロッパ各地を訪れ、1779年から1790年の間に、600以上の薬草についての図と記述を含む、6巻の『薬草図』（"Icones plantarum medicinalium"）を出版した。1796年末、オランダで、"Afbeeldingen der Artseny-Gewassen met Derzelver Nederduitsche en Latynsche Beschryvingen"を出版した。オランダ語の解説はマールテン・ホッタインの『動物、植物、鉱物の自然史』によるもので、600の手彩色版画の図版がつけられた。
新大陸の植物に強い興味をもち、250の彩色図版をつけた、『300のアメリカの草木』（"Dreyhundert auserlesene amerikanische Gewachse"）を執筆した。多くはニコラウス・フォン・ジャカンの"Selectarum Stirpium Americanarum Historia"に基づく。ジャカンの著書はシェーンブルンの庭園に集められたカリブの植物を美しい図版がつけられていたが、非常に高価なものであった。ツォルンの著書は廉価で手彩色の図版はジャカンのものより小さいものであった。
マメ科のスナジマメ属（Zornia）に献名されている。

## 外部インク
- Gallery of Zorn paintings